# Tiergarten-Gesellschaft Zürich
Die Tiergarten-Gesellschaft Zürich (TGZ) ist der offizielle Förderverein des Zoo Zürich und umfasst mit Stand 2019 mehr als 40’000 Mitglieder, die vor allem bei der Finanzierung der Ausbauprojekte helfen.
Sie wurde am 3. April 1925 gegründet und war eigentlich dazu ausersehen, den neu entstehenden Zoologischen Garten der Stadt zu leiten und zu führen. Als dann 1928 vor allem aus finanziellen Gründen die Genossenschaft Zoologischer Garten entstand, lautete deren Artikel 1 ihrer Statuten: «Unter dem Namen Zoologischer Garten Zürich hat sich mit Sitz in Zürich eine Genossenschaft auf unbestimmte Dauer gebildet, mit dem Zweck auf dem Gebiete der Stadt Zürich einen zoologischen Garten zu errichten und zu betreiben.» Als Folge richtete die TGZ ihre Ziele neu aus und verschrieb sich fortan der Förderung des Zoos, in dem sie im Laufe der Zeit durch immer wieder neue Aktionen Geld und Spenden für den Tiergarten sammelten. Der Name jedoch blieb bis heute bestehen.
Die TGZ ist Mitherausgeberin des Zoo Journals und der Zoonews sowie des Schweizerischen Zookalenders. Bis ins Jahr 1999 richtete sie ebenfalls den Zoofrühshoppen aus, eine Wohltätigkeitsveranstaltung, die immer am ersten Sonntagmorgen während des Gastspiels des Circus Knie in Zürich stattfand.